# Рутана (провинция)
Рутана (рунди Rutana) — одна из 18 провинций Бурунди. Находится на юго-востоке страны. Площадь — 1959,45 км², население 333 510 человек (2008).
Административный центр — город Рутана.

## География
На севере граничит с провинцией Мурамвья, на западе — с провинцией Бурури, на северо-западе — с провинцией Гитега, на севере — с провинцией Руйиги, на востоке проходит государственная граница с Танзанией.

## Административное деление
Рутана делится на 6 коммун:
- Букемба
- Гихаро
- Гитанга
- Мпинга-Кавойе
- Мусонгати
- Рутана